# 디터 헤르초크
디터 헤르초크(독일어: Dieter Herzog, 1946년 7월 15일, 노르트라인-베스트팔렌 주 오버하우젠 ~)는 전 독일 국가대표 축구 선수이다.

## 클럽 경력
헤르초크는 현역 시절 하부 리그의 함보른 07에서 성인 무대 신고식을 치르고, 1971년에 분데스리가 무대에 승격한 뒤셀도르프에 합류한 이래 레버쿠젠 시절까지 총 350번을 넘는 분데스리가 경기에 출전(69골 득점)했고, 그는 분데스리가에서 3위의 성적을 거둔 1972-73 시즌과 1973-74 시즌에 주축 선수로 활약했다. 1976년, 이 좌측 미드필더는 분데스리가에서 경쟁할 선수단을 조직하는데 한창이었던 레버쿠젠으로 이적했다. 실제로, 헤르초크의 영입으로 보강에 성공하여 헤르초크는 은퇴할 때까지 4시즌 동안 독일 1부 리그에서 계속 활약을 이어나갔다.

## 국가대표팀 경력
1974년 월드컵을 앞두고 전성기를 구가하던 디터 헤르초크를 눈여겨 본 헬무트 쇤 감독은 서독 국가대표팀에 그를 차출했고, 헤르초크는 1974년에 서독 국가대표팀 경기를 5번 출전했다. 그는 2차 조별 리그에서 유고슬라비아전과 스웨덴전에 출전하여, 이 월드컵의 우승에 일조했다.

## 은퇴 후
레버쿠젠의 후원사였던 바이어에 취직했던 디터 헤르초크는 전 소속 구단의 스카우터로 활동했다.